# Bonatea funerea
Bonatea funerea är en fjärilsart som beskrevs av W. Warren 1904. Bonatea funerea ingår i släktet Bonatea och familjen mätare. Inga underarter finns listade i Catalogue of Life.